# はがね山標準電波送信所
はがね山標準電波送信所（はがねやまひょうじゅんでんぱそうしんじょ）は佐賀県佐賀市と福岡県糸島市の境の羽金山の山頂付近にある、日本標準時のデータを送信する標準電波JJYの送信施設（送信所）である。JJYの送信所として、福島県所在のおおたかどや山標準電波送信所とともに電波の送信を行っている。

## 送信所詳細
国立研究開発法人情報通信研究機構が管理する。交代制の監視員と遠隔監視により24時間連続運用が行われ、これをおおたかどや山送信所と並行運用する体制となっている。
- 送信所名称 : はがね山標準電波送信所[3][1]
- 所在地 : 佐賀県佐賀市富士町および福岡県糸島市の境 羽金山山頂付近[3]
  - 無線局免許状の記載では送信所は佐賀市富士町[1][2]（福岡県・佐賀県の県境から約50m佐賀県側）
- 標高 : 約900 m[3]
- 経緯度 : 北緯33度27分56秒、東経130度10分32秒[3]
- 免許人 : 国立研究開発法人情報通信研究機構[2]
- 無線局の種別 : 標準周波数局[2][注釈 1]
- 標準時 : 日本標準時 (JST, UTC+9)
- 識別信号（呼出符号） : JJY[1][2]
- 電波型式 : 250HA1B[2]
- 送信周波数 : 60kHz[3][1][2]
- 空中線電力 : 50kW（アンテナ効率 : 約45%）[3][1][2][注釈 2]
- 総敷地面積 : 約115,803 m2[3]
- アンテナ施設 : 地上高200 mの傘型アンテナ[注釈 3][3][1]、支線式[6]
  - 地中にはアンテナを中心に約150 m×1度ごと360本のラジアルアースを埋設[5]。
- 運用 : 連続運用（但し機器の保守点検、落雷対策時を除く）[3][1][2]
- 運用開始 : 2001年（平成13年）10月1日[1]

市販の電波時計で利用できる電波強度では、送信所から概ね1,000km圏内で受信可能。資料の図示によれば、日本国内では九州地方から関東地方付近および奄美から沖縄本島付近まで、また国外では北部の一部を除く朝鮮半島の大部分、中国華東の沿海部の一部がその圏内になる。
送信所にはアンテナのほか、原器室、時刻信号管理室、送信機室、整合器室、自家発電機などがある。原器室は標準時の基準信号を作る原子時計を備えた部屋で、温湿度管理と電磁界の遮断が行われている（シールドルーム）。原子時計は3台以上あり、相互比較や交換などのため冗長性が保持されている。生成された信号は衛星を通じて情報通信研究機構本部などの日本標準時(JST)標準信号と比較・調整され、ノイズ除去のための光信号への変換を経て、送信機により電波に変換増幅されアンテナから発射される流れ。異常時の代替と定期的な交代による安定運用のため、送信機も2系統設けられている。発電機は停電が1週間程度続いても電波を発射できる設計。
山岳にあり高い鉄塔を持つことから雷害対策が重要で、検知による保護システムがあるものの、被害を受けることがある。例えば、2005年12月に落雷被害があった。送信所周辺の10 km四方のエリア内の落雷を2014 - 2018年の5年間のデータで見ると、夏を含む5 - 10月に1,309回/5年、冬を含む11 - 4月に122回/5年となっている。また、2018年度には雷害回避のための停波が92時間余り、保守作業などの停波を含めた発射時間率は98.2%となっているが、おおたかどや山送信所を含め少なくとも1か所が送信を行っている発射時間率は99.9%であり、相互補完がなされている。
そのほか、送信所に至る道路でも倒木や雨による路肩崩壊など通行に支障となるような被害が年に1回程度発生していて、例えば2018年7月の大雨（平成30年7月豪雨）では送信所の手前の市道が被害を受けた。

## 歴史
羽金山山頂には従前、海上保安庁が管理するデッカ航法のための送信所、前原デッカ局があった。1969年（昭和44年）5月1日に運用開始、1999年（平成11年）3月10日に廃止となっている（詳細は羽金山#送信所を参照）。この跡地にJJY送信所が建設された理由として、標高が高くかつ開けた土地がある点、道路や電線・電話回線が整備されている点、デッカ運用の際に得られた電波伝搬特性のデータが活用できる点が挙げられる。
JJY送信所の整備は前原デッカ局の廃止から間もなく1999年度（平成11年度）に始められ、2001年（平成13年）10月1日に運用を開始した。
送信所の開設以降、所属は独立行政法人通信総合研究所（開設当初）、独立行政法人情報通信研究機構（2004年4月1日以降）、国立研究開発法人情報通信研究機構（2015年4月1日以降）と変遷してきた。